# Cahuzac-sur-Adour
Cahuzac-sur-Adour é uma comuna francesa na região administrativa de Occitânia, no departamento de Gers. Estende-se por uma área de 6,62 km². Em 2010 a comuna tinha 220 habitantes (densidade: 33,2 hab./km²).